# Кравченко Артур Андрійович
Артур Андрійович Кравченко — український військовослужбовець, старший лейтенант 58 ОМПБр Збройних сил України, учасник російсько-української війни. Командир мотопіхотної роти.

## Життєпис

### Російське вторгнення в Україну 2022
Під час наступу ворожих військ поблизу міста Глухова на Сумщині вступив у бій із переважними силами противника. Було завдано значної шкоди ворогу, виведено з ладу 3 БТРи, 6 одиниць ворожої автомобільної техніки. Він зумів вивести особовий склад, не допустивши безповоротних втрат. Брав активну участь у бойових діях у населених пунктах Чернігівської області. Неодноразово зупиняв просування противника закріпленою територією. Під час обстрілу з боку російських військ у березні 2022 року в районі населеного пункту Буди на Чернігівщині попри перевагу противника завдав суттєвих втрат ворогу й зупинив його просування. Був поранений у бою, проте виконав бойове завдання.

## Нагороди
- звання «Герой України» з врученням ордена «Золота Зірка» (2022) — за особисту мужність і героїзм, виявлені у захисті державного суверенітету та територіальної цілісності України, вірність військовій присязі[3].